# Winterreise (Zender)
Schubert’s Winterreise, eine komponierte Interpretation is een compositie van de Duitse componist en dirigent Hans Zender uit 1993.

## Geschiedenis
Winterreise van Franz Schubert is een van de bekendste liederencycli uit het repertoire van de klassieke muziek. Hans Zender daarentegen is een componist (en dirigent) die zich vooral bezighoudt met de klassieke muziek uit de 20e en 21e eeuw. Zender is een liefhebber van dit werk van Schubert, maar vond de zangstem en piano wat karig. De techniek in de muziek en de oren van luisteraars waren volgens hem gedurende de 200 jaar zo veranderd dat er een nieuw interpretatie van dit werk noodzakelijk was. Met het verschil in oren bedoelde hij, dat mensen in Schubert’s tijd naar dit werk luisterden met de muziekkennis en –geschiedenis die zij toen hadden. In 1993 was de situatie natuurlijk heel anders, met al die stromingen binnen de muziek.
Hij leverde een nieuwe liederencyclus op, nu voor tenor en klein orkest. De toelichting gegeven door Zender zelf trekt een vergelijking met de compositie Schilderijen van een tentoonstelling van Modest Moessorgski uit 1874. Deze compositie is later bewerkt voor een versie voor orkest door Maurice Ravel in 1922. Weer 50 jaar later maakte ook de Britse rockgroep Emerson, Lake & Palmer een bewerking. Een klassiek stuk wordt overgezet naar een geheel andere muziekstroming.
Zover komt het met de bewerking van Zender niet. Hij blijft dicht bij de originele compositie. Slechts op enkele momenten is te horen dat er sprake is van een compositie uit de 20e eeuw. Met name het begin (een crescendo vanuit het niets en het eind (een aanzwellend akkoord van alle deelnemende musici en daarna een decrescendo naar het niets) laten een 20e-eeuwse manier van componeren horen. Daarnaast zijn liederen Der stürmige Morgen en Mut op een moderne manier gearrangeerd. Uiteraard is de instrumentatie modern en worden ook moderne klanken aan de instrumenten onttrokken, maar over het algemeen beschouwd kan deze interpretatie ook in de 19e eeuw geschreven zijn.

## Instrumentatie
De versie van Zender is gecomponeerd voor tenor, 2 dwarsfluiten, 2 hobo’s, 2 klarinetten, 2 fagotten, hoorn, trompet, trombone, 4x slagwerk, gitaar, accordeon, harp, 2x viool, 2x altviool, cello en contrabas.

## De compositie
De compositie van Zender duurt rond de 93 minuten. De delen zijn dezelfde als bij Schubert:
| 1.  | Gute Nacht            | (goedenacht)             |
| 2.  | Die Wetterfahne       | (de windvaan)            |
| 3.  | Gefrorene Tränen      | (bevroren tranen)        |
| 4.  | Erstarrung            | (verstarring)            |
| 5.  | Der Lindenbaum        | (de linde)               |
| 6.  | Wasserflut            | (de watervloed)          |
| 7.  | Auf dem Flusse        | (aan de rivier)          |
| 8.  | Rückblick             | (terugblik)              |
| 9.  | Irrlicht              | (dwaallicht)             |
| 10. | Rast                  | (rustpauze)              |
| 11. | Frühlingstraum        | (lentedroom)             |
| 12. | Einsamkeit            | (eenzaamheid)            |
| 13. | Die Post              | (de post)                |
| 14. | Der greise Kopf       | (het grijze hoofd)       |
| 15. | Die Krähe             | (de kraai)               |
| 16. | Letzte Hoffnung       | (laatste hoop)           |
| 17. | Im Dorfe              | (in het dorp)            |
| 18. | Der stürmische Morgen | (de stormachtige morgen) |
| 19. | Täuschung             | (illusie)                |
| 20. | Der Wegweiser         | (de handwijzer)          |
| 21. | Das Wirtshaus         | (de herberg)             |
| 22. | Mut                   | (moed)                   |
| 23. | Die Nebensonnen       | (de bijzonnen)           |
| 24. | Der Leiermann         | (de speelman)            |

## Bron en discografie
- Uitgave van Kairos nr 1200; uitvoering door Christoph Prégardien met het Klangforum Wien onder leiding van Sylvain Cambreling.